# بغنونية برتقالية
بغنونية برتقالية (الاسم العلمي: Bignonia aurantiaca) هو نوع من النباتات يتبع جنس البغنونية من الفصيلة البنيونية.